# Dónde está el amor (telenovela)
Dónde está el amor es una serie de televisión venezolana, producida y transmitida  por RCTV en el año 1999. Es una historia original de Manuel Guerra y escrita por Valentina Saa, cuenta con 20 capítulos. 
Fue protagonizada por Antonella Acosta y Omar Acedo.

## Trama
Salserín, es una orquesta infantil juvenil de salsa, formada en Venezuela en 1993. Salserín es la primera agrupación juvenil a nivel mundial que llega a 21 años de carrera ininterrumpida, por Salserín los vocalistas más exitosos que han salido han sido, Servando y Florentino, René y Renny, José Félix, Omar Acedo, Alex Quendo, Ángel Láez, Leonardo Corredor y Jonathan Moly.
La orquesta cuenta con más de 7 copias de sus placas vendidas en todo el mundo, así como también 11 producciones, 6 Novelas, 1 película de cine, 1 radionovela y más de 50 discos de oro y platino.

## Elenco
- Omar Acedo - Willy Sáez
- Antonella Acosta - Antonella
- Atnaloy Cardozo - Mopita del Valle
- Estrella Castellanos - Bárbara
- Juan Pablo Oquendo - Álex Castilla
- Miriam Castillo
- José Félix Ceballos - José Félix Ceballos
- Beatriz Fuentes
- Henry Galué - Vinny La Rosa
- María Elena González - María Elena Patiño
- Bettina Grand - Sandra
- Egiber Guerra - Egiber Padilla
- Manuel Guerra - Manuel Padilla
- Maryell Guerra - Maryell Medina
- Reina Hinojosa - Susana Duarte
- Franco Lemus - Franco Padilla
- Yonaiker Moctezuma - Yonaiker Padilla
- Anthony Oropeza - Toñito Padilla
- Rolando Padilla - Dr. Rolando
- Kristin Pardo - Cristina
- Leonardo Patiño - Leonardo Patiño
- Samadhi Pizzorni - Samadhi Montes
- Oswaldo Rodríguez
- Jorge Rivas   -  el Local
- Freddy Salazar - Mr. James Too
- Melchor Tinedo - Anselmo Montes / Víctor Medina
- José Luis Zuleta - Antonio Padilla
- José Ángel Ávila - José Ángel Ceballos